# Oxalis albicans
L'acetosella dei boschi  (Oxalis albicans Kunth, 1822) è una pianta erbacea perenne appartenente alla famiglia delle Oxalidacee.

## Distribuzione e habitat
La specie è diffusa negli Stati Uniti meridionali (Arizona, New Mexico, Texas), in Messico, in Guatemala e a Panama.